# Back to Mystery City
Back to Mystery City è il quarto album degli Hanoi Rocks, uscito nel 1983 per l'Etichetta discografica UZI Suicide (Geffen Records).

## Il Disco
Uccellini che cantano, chitarra classica, il sax volutamente stonato di Michael Monroe...così inizia Back to the Misery City, mix di punk rock, glam rock, blues rock e sleazy rock. "Malibu Beach Nightmare" è realmente travolgente, una rivisitazione dei vecchi Beach Boys; segue "Mental Beat", canzone di rock puro con uno spettacolare refrain e l'elvisiana "Tooting Bec Wreck". L'interiorità della band emerge nella semi ballad "Until I Get You" e in "Sailing Down The Tears", posta prima della potente title track. Una pietra miliare che ha ispirato band come Guns N' Roses e L.A. Guns.

## Tracce
1. Strange Boys Play Weird Openings (McCoy) 0:43
2. Malibu Beach Nightmare (McCoy) 2:46
3. Mental Beat (McCoy) 5:02
4. Tooting Bec Wreck (McCoy) 6:11
5. Until I Get You (McCoy) 4:37
6. Sailing Down the Tears (McCoy) 4:09
7. Lick Summer Love (McCoy) 4:22
8. Beating Gets Faster (McCoy, Monroe) 3:51
9. Ice Cream Summer (McCoy) 5:09
10. Back to Mystery City (McCoy) 4:55

## Formazione
- Michael Monroe – voce, sassofono, armonica
- Andy McCoy – Chitarra Solista
- Nasty Suicide – Chitarra Ritmica
- Sam Yaffa – basso
- Razzle – batteria

### Altri musicisti
- Morgan Fisher - tastiere